# Großsteingrab Vedbæk/Folehaven
Das Großsteingrab Vedbæk/Folehaven war eine megalithische Grabanlage der jungsteinzeitlichen Nordgruppe der Trichterbecherkultur im Kirchspiel Søllerød in der dänischen Kommune Rudersdal.

## Lage
Das Grab lag im Waldgebiet Folehaven; der exakte Standort ist nicht überliefert.

## Forschungsgeschichte
Aus dem Grab wurden Funde geborgen. Der genaue Zerstörungszeitpunkt ist unbekannt.

## Beschreibung

### Architektur
Die Anlage besaß eine Hügelschüttung unbekannter Form und Größe. Über eine mögliche steinerne Umfassung sowie über Form und Größe der Grabkammer(n) liegen keine Informationen vor.

### Funde
Aus dem Grab stammen zwei geschliffene dicknackige Feuerstein-Beile. Sie wurden vom Dänischen Nationalmuseum registriert, sind aber heute verschollen.